# Aldo Rendine
Aldo Rendine (Foggia, 15 marzo 1917 – Roma, 25 dicembre 1987) è stato un attore insegnante di recitazione italiano, attivo in teatro, televisione e cinema, soprattutto come caratterista in film prodotti fra gli anni sessanta e i settanta.

## Biografia
Laureato in lettere, ufficiale di complemento e poi partigiano dal 1943, dopo la liberazione di Roma fondò la "Libera Accademia di Teatro" (poi Accademia Sharoff) alla cui direzione venne chiamato il suo maestro Pietro Sharoff, sotto la cui guida fin dal 1946 recitò in spettacoli allestiti per il Teatro Eliseo di Roma.
Al cinema moltissimi lo ricordano per aver interpretato la figura del dottor Nicola Panunzio, collega del commissario senza nome interpretato da Gian Maria Volontè nel film Indagine su un cittadino al di sopra di ogni sospetto, diretto da Elio Petri nel 1970. Al riguardo, è rimasta nella memoria di molti spettatori la voce di Volontè che gridava ironicamente per i corridoi della questura " Panunzioooo ". 
In televisione ha fatto parte del cast dello sceneggiato televisivo del 1965 La figlia del capitano, diretto da Leonardo Cortese.
In filmografia ha altri film di genere poliziottesco.
Ha concluso la carriera come insegnante di recitazione.

## Filmografia
- Il mattatore (1959)
- L'ammutinamento (1961)
- A... come assassino (1966)
- Uno sceriffo tutto d'oro (1966)
- Agente Sigma 3 - Missione Goldwather (1967)
- Professione bigamo (Warum hab ich bloß 2 x ja gesagt?) (1969)
- Indagine su un cittadino al di sopra di ogni sospetto (1970)
- Che cosa è successo tra mio padre e tua madre? (1972)
- La polizia ringrazia (1972)
- Mordi e fuggi (1973)
- Sogni proibiti di Don Galeazzo curato di campagna (1973)
- Piedone lo sbirro (1973) - non accreditato
- Anno uno (1974)
- Il lumacone (1974)
- Il domestico, regia di Luigi Filippo D'Amico (1974)
- Il padrone e l'operaio, regia di Steno (1975)
- L'ispettore Derrick, episodio Morte del trombettista (Tod des Trompeters, 1975)
- Gli esecutori, regia di Maurizio Lucidi (1976)
- Conviene far bene l'amore (1976)
- Mister Miliardo (Mr. Billion) (1977)
- Mannaja, regia di Sergio Martino (1977)
- Le guignolo (1980)

## Prosa televisiva
- Il detective ha fretta di Peter Cheney, regia di Leonardo Cortese, trasmessa il 6 marzo 1964.
- La coda del diavolo di Yves Jamiaque, regia di Leonardo Cortese, trasmessa il 17 luglio 1964.
- L'incornata di Alfonso Sastre, regia di Leonardo Cortese, trasmessa l'8 gennaio 1965.
- La figlia del capitano, regia di Leonardo Cortese, trasmesso dal 19 maggio al 23 giugno 1965.
- Le piccole volpi di Lillian Hellman, regia di Vittorio Cottafavi, trasmessa il 12 novembre 1965.
- Luisa Sanfelice, regia di Leonardo Cortese, trasmesso dal 15 maggio al 26 giugno 1966.
- La donna di quadri, regia di Leonardo Cortese, trasmesso dal 19 aprile al 17 maggio 1968.
- La donna di cuori, regia di Leonardo Cortese, trasmesso dal 24 ottobre al 21 novembre 1969.
- Assunta Spina di Salvatore di Giacomo, regia di Carlo Di Stefano, trasmessa il 23 febbraio 1973.
- Marito e moglie di Ugo Betti, regia di Ottavio Spadaro, trasmessa il 4 maggio 1973.
- L'avventura di un povero cristiano di Ignazio Silone, regia di Ottavio Spadaro, trasmessa il 28 giugno 1974.
- L'ispettore Derrick (1976), episodio Morte di un trombettista.
- Racconti di fantascienza (1979), episodio La crisalide.
- Caligola di Albert Camus, regia di Luigi Squarzina, trasmessa il 18 gennaio 1982.
- Il cardinale Lambertini di Alfredo Testoni, regia di Luigi Squarzina, trasmessa il 21 ottobre 1983.